# Bội số chung nhỏ nhất
Trong số học, bội số chung nhỏ nhất (hay còn gọi tắt là bội chung nhỏ nhất, được viết tắt là BCNN, tiếng Anh: least common multiple hoặc lowest common multiple (LCM) hoặc smallest common multiple) của hai số nguyên a và b là số nguyên dương nhỏ nhất chia hết cho cả a và b. Tức là nó có thể chia cho a và b mà không để lại số dư. Nếu a hoặc b là 0, thì không tồn tại số nguyên dương chia hết cho a và b, khi đó quy ước rằng LCM(a, b) là 0.
Định nghĩa trên đôi khi được tổng quát hoá cho nhiều số nguyên dương: Bội chung nhỏ nhất của a1,..., an là số nguyên dương nhỏ nhất là bội số của a1,..., an.

## Ký hiệu
Bội số chung nhỏ nhất của hai số a và b được ký hiệu là [a,b], BCNN(a,b) hoặc LCM(a,b).
Ký hiệu tương tự cho bội số chung nhỏ nhất của a1,..., an.

## Ví dụ
Bội của 4 là:
0, 4, 8, 12, 16, 20, 24, 28, 32, 36, 40,...
(thêm 4 để được bội số tiếp theo).
Bội của 6 là:
0, 6, 12, 18, 24, 30, 36, 42, 48, 54, 60, 66,...
(thêm 6 để được bội số tiếp theo).
Bội chung của 4 và 6 là các số cùng xuất hiện trong hai dãy trên (không tính số 0):
12, 24, 36, vô cực,...
Vậy bội chung nhỏ nhất của 4 và 6 là 12

## Ứng dụng
Khi cộng, trừ hoặc so sánh các phân số, nó đặc biệt có ích khi tìm bội số chung của mẫu số, thường gọi là mẫu số chung nhỏ nhất (hay mẫu chung nhỏ nhất).
{\displaystyle {2 \over 21}+{1 \over 6}={4 \over 42}+{7 \over 42}={12 \over 42},}
mẫu số 42 được sử dụng bởi vì nó là bội chung nhỏ nhất của 21 và 6.

## Tính bội số chung nhỏ nhất

### Tính quaước số chung lớn nhất
Công thức dưới đây chuyển từ việc tính bội số chung nhỏ nhất sang tính ước số chung lớn nhất (GCD):
{\displaystyle \operatorname {BCNN} (a,b)={\frac {|a\cdot b|}{\operatorname {UCLN} (a,b)}}.}
Có một thuật toán nhanh để tìm GCD mà không yêu cầu phân tích ra thừa số nguyên tố, đó là thuật toán Euclid.
Ví dụ:
Điều này làm giảm kích thước đầu vào, giảm bộ nhớ cho các giá trị trung gian. 

### Tìm bội chung nhỏ nhất bằng cách phân tích ra thừa số nguyên tố
Định lý cơ bản của số học nói rằng mọi số nguyên dương lớn hơn 1 có thể biểu diễn một cách duy nhất dạng tích các số nguyên tố (nếu không kể đến thứ tự của các thừa số). Như vậy các hợp số có thể coi như là các nguyên tố cấu thành hợp số. Ví dụ:
{\displaystyle 90=2^{1}\cdot 3^{2}\cdot 5^{1}=2\cdot 3\cdot 3\cdot 5\,\!}
Ở đây chúng ta có hợp số 90 tạo thành bởi một nguyên tử 2, hai nguyên tử 3 và một nguyên tử 5.
Kiến thức này có thể giúp chúng ta tìm BCNN của một tập hợp các số.
Ví dụ: Tìm giá trị của BCNN(8,9,21).
Đầu tiên, ta phân tích từng số thành dạng tích lũy thừa các số nguyên tố.
{\displaystyle 8\;\,\;\,=2^{3}}
{\displaystyle 9\;\,\;\,=3^{2}}
{\displaystyle 21\;\,=3\cdot 7}
Với mỗi số nguyên tố, nâng lũy thừa bậc cao nhất, tích của chúng cho ta giá trị BCNN cần tìm. Bốn thừa số nguyên tố 2, 3, 5 và 7, có bậc cao nhất lần lượt là 23, 32, và 71. Do đó,
{\displaystyle \operatorname {BCNN} (8,9,21)=2^{3}\cdot 3^{2}\cdot 7^{1}=8\cdot 9\cdot 7=504.\,\!}
Thuật toán không thực sự hiệu quả bằng cách rút từ ước chung lớn nhất, bởi chưa có thuật toán hiệu quả để phân tích số nguyên, nhưng nó hiệu quả trong việc minh họa khái niệm.

## Tính chất
- Với ký hiệu {\displaystyle \operatorname {BCNN} (a;b)=[a;b]} và {\displaystyle \operatorname {UCLN} (a;b)=(a;b)}, ta có
- Tính chất giao hoán: {\displaystyle [a,b]=[b,a]}
- Tính chất kết hợp: {\displaystyle [a,[b,c]]=[[a,b],c]}
- Mối quan hệ với ước chung lớn nhất:
{\displaystyle [a,b]={\frac {a\cdot b}{(a,b)}}.}
- Trong trường hợp {\displaystyle a} và {\displaystyle b} nguyên tố cùng nhau, thì: {\displaystyle [a,b]=a\cdot b.}
- Tính LCM của nhiều số thông qua cách tính LCM của hai số:
  - {\displaystyle [a,b,c]=[[a,b],c];}
  - {\displaystyle [a_{1},a_{2},\ldots ,a_{n}]=[[a_{1},a_{2},\ldots ,a_{n-1}],a_{n}].}
- Với {\displaystyle k=[a_{1},a_{2},\ldots ,a_{n}]} thì {\displaystyle \operatorname {BC} (a_{1},a_{2},\ldots ,a_{n})=\operatorname {B} (k)}